# Востриков, Василий Дмитриевич
Василий Дмитриевич Востриков (1910—1945) — старший сержант Рабоче-крестьянской Красной Армии, участник Великой Отечественной войны, Герой Советского Союза (1945).

## Биография
Василий Востриков родился в 1910 году в Москве в рабочей семье. 
Получил неполное среднее образование, был учеником слесаря, затем слесарем-инструментальщиком на заводе имени Войтовича (мемориальная доска на д. 4с7А по шоссе Энтузиастов), а впоследствии — на Первом Московском часовом заводе. 
В 1932—1935 годах проходил службу в Рабоче-крестьянской Красной Армии. С конца 1930-х годов Востриков проживал на Урале и в городе Кунгуре Пермской области, работал слесарем на кожевенном комбинате. В 1943 году он повторно был призван на службу в армию. С 1944 года — на фронтах Великой Отечественной войны, в звании старшего сержанта был механиком-водителем танка 126-го танкового полка 17-й гвардейской механизированной бригады 6-го гвардейского механизированного корпуса 4-й танковой армии 1-го Украинского фронта. Отличился во время освобождения Польши.
Во второй половине января 1945 года Востриков вместе с экипажем своего танка в боях на подступах к Одеру уничтожил два противотанковых и два штурмовых орудия, три бронетранспортёра, а также большое количество солдат и офицеров противника. Одним из первых в своём подразделении он вышел к Одеру в районе населённого пункта Кёбен (ныне — Хобеня, Польша) и переправился на западный берег реки. В боях на плацдарме Востриков, маневрируя, уничтожал вражеские огневые точки. 4 февраля 1945 года он погиб в бою за село Млич (ныне Млечно, гмина Рудна, Любинский повят, Нижнесилезское воеводство, Польша). Похоронен в Хобене.
Указом Президиума Верховного Совета СССР от 10 апреля 1945 года за «образцовое выполнение боевых заданий командования на фронте борьбы с немецкими захватчиками и проявленные при этом отвагу и геройство» старший сержант Василий Востриков посмертно был удостоен высокого звания Героя Советского Союза. Также был награждён орденами Ленина и Красной Звезды.